# شمال ۶۰
شمال ۶۰ یک سریال کانادایی ساخته اوایل دهه ۱۹۹۰ است که از شبکه «سی.بی. سی» کانادا پخش شد.
آنچه محور اصلی این سریال قرار گرفته زندگی اقوام مختلف در کانادا و چالش‌هایی است که با آن روبه‌رو هستند. سازندگان سریال به نوعی قوانین حاکم بر کشور را به چالش کشیده و سعی دارند آنها را به رعایت حقوق تمام اقوام در این کشور ترغیب کنند. البته داستان در این سریال ۹۰ قسمتی فراز و نشیب‌های بسیاری داشت و شخصیت‌های زیادی وارد آن شدند و برخی نیز از داستان خارج شدند اما این اتفاقات چیزی از محبوبیت این سریال کم نکرد. ویلیام فلاهرتی، تهیه‌کننده و فیلمنامه‌نویس تلویزیون کانادا خالق و نویسنده فیلمنامه مجموعه شمال۶۰ است. او فیلمنامه شمال ۶۰ را در دوران اوج کاری خود نوشت و از سوی منتقدان تلویزیونی تحسین شد و جوایزی دریافت کرد.
این مجموعه در یک آبادی به نام برگ کریک در جنوب آلبرتا فیلمبرداری شد. یک آلبوم ساندترک در سال ۱۹۹۴ تهیه شد که شامل آهنگ تیتراژ، موسیقی پس‌زمینه (موسیقی متن) و آهنگ‌هایی از بازیگر فیلم تام جکسون و دیگران بود. Selina Hanuse بازیگر نقش هانا دختر میشل، که در فصل ۲ به کلگری نقل مکان می‌کند و هر دو از اقوام اولیه کانادا هستند، در تصادفی در ۳ ژانویه ۲۰۰۰ دو ماه قبل از رسیدن به ۱۸ سالگی، در زادگاهش در ونکوور کشته شد.